# Morton (nome)
Morton  è un nome proprio di persona inglese maschile.

## Varianti
- Ipocoristici: Mort[1], Morty[1]

## Origine e diffusione
Riprende il cognome inglese Morton, derivante a sua volta da un toponimo di origine inglese antica, avente il significato di "villaggio situato nella brughiera (o nella palude)".
Le forme abbreviate Mort e Morty sono condivise con il nome Mortimer.

## Onomastico
Non esistono santi che portano questo nome, che quindi è adespota. L'onomastico può essere festeggiato in occasione di Ognissanti, il 1º novembre.

## Persone

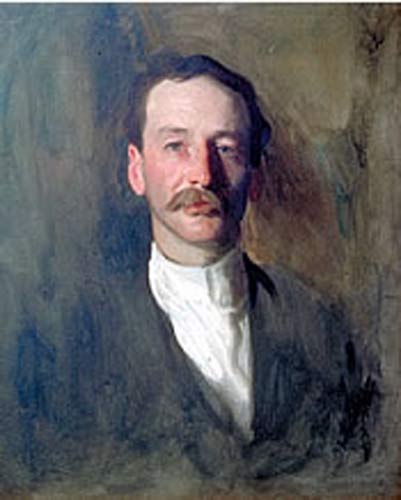
Morton Prince

- Morton Betts, calciatore britannico
- Morton DaCosta, regista, sceneggiatore e attore statunitense
- Morton Downey, cantante e attore statunitense
- Morton Downey Jr., attore e showman statunitense
- Morton Feldman, compositore statunitense
- Morton Gould, compositore, pianista e direttore d'orchestra statunitense
- Morton Heilig, regista, direttore della fotografia, inventore e cameraman statunitense
- Morton Mower, cardiologo statunitense
- Morton Prince, psicologo statunitense
- Morton Smith, storico statunitense
- Morton Subotnick, compositore statunitense